# Gilbert Angulo
Gilbert Angulo (* San Lorenzo, Provincia de Esmeraldas, Ecuador, 7 de septiembre de 1989) es un exfutbolista ecuatoriano.

## Trayectoria
Se inició en el Huracán SC de la Segunda Categoría de Esmeraldas. En el 2007 llegó a Emelec, donde jugó en sub-18,  sub-19, sub-20 y un partido en Primera División, el 1 de junio de 2008 ante Deportivo Azogues en el estadio George Capwell. En el 2009 pasó al Deportivo Quevedo; en el 2010, al Nueve de Octubre, y en el 2011, al Guayaquil FC.

## Clubes
| Club             | País    | Año       |
| ---------------- | ------- | --------- |
| Huracán SC       | Ecuador | 2005-2006 |
| Emelec           | Ecuador | 2007-2008 |
| D.Quevedo        | Ecuador | 2009      |
| Nueve de Octubre | Ecuador | 2010      |
| Guayaquil FC     | Ecuador | 2011      |